# Đồng hồ lặn
Đồng hồ lặn (tiếng Anh: diver watch hoặc dive watch) là một trong những dòng đồng hồ đeo tay dành cho những người thường xuyên lặn hoặc bơi lội với khả năng chống nước cao. Máy đồng hồ thường chạy tự động (automatic) hoặc năng lượng mặt trời (solar) nhằm tránh việc thay thế pin có thể ảnh hưởng đến độ chống nước của đồng hồ. Mặt đồng hồ sẽ in độ sâu lặn cho phép mô tả độ chống chịu lại áp xuất nước của đồng hồ. Đồng hồ lặn có một số tính năng, thiết kế đặc biệt khác với các loại đồng hồ khác: Thường được làm bằng thép không gỉ hoặc đặc biệt làm bằng chất liệu titan nhằm tránh bị nước biển ăn mòn hay oxy hóa với nắp lưng đồng hồ hoàn toàn kín nước dưới độ sâu cho phép. Đặc trưng với vòng xoay một hoặc hai chiều trên mặt đồng hồ giúp tính toán thời gian lặn, hết bình khí hoặc thời gian bơi lên. Các số dạ quang làm rất lớn nhằm nhìn rõ khi ở dưới nước. Các chức năng đơn giản chỉ báo giờ và ngày với một nút xoay tinh chỉnh, cá biệt có loại có bấm giờ hoặc đo độ sâu lặn.